# PSM
PSM (tiếng Nga:ПСМ viết tắt của Пистолет Самозарядный Малогабаритный, Pistolet Samozaryadny Malogabaritny) là loại súng ngắn bán tự động được Konstruktorskoe Buro Priborostroeniya (Конструкторское бюро приборостроения) thiết kế năm 1969 để làm vũ khí tự vệ cho lực lượng thi hành công vụ của Liên Xô. Nó bắt đầu được chế tạo năm 1973 tại nhà máy cơ khí Izhevsk.

## Thiết kế
PSM sử dụng cơ chế nạp đạn blowback hoạt động kép, khối trượt có thể đặt ở chế độ an toàn mà không cần phải khóa khối trượt. Tay cầm cò súng làm bằng nhôm và một loại hợp chất tổng hợp, toàn bộ phần còn lại của súng làm bằng thép. Nó là bản sao chép của khẩu PPK của Đức
Súng được phát triển để sử dụng loại đạn mới được phát triển khi đó là 5.45x18mm do Viện Nghiên cứu Trung tâm về độ chính xác cơ khí phát triển. Loại đạn này có hình dáng cổ chai, đầu đạn nhọn cung cấp khả năng sát thương tốt hơn loại đạn 5,6×15R (.22 Long Rifle) và 6,35×16mmSR (.25 ACP).
Loại súng này thường được giao cho các thành viên cấp cao. Tuy nhiên do kích thước không đáng kể đặc biệt là độ dày nhỏ chỉ 21 mm. Nên nó trở nên phổ biến trong lực lượng thi hành công vụ cũng như tình báo.
Mẫu xuất khẩu của nó là IZh-75 chế tạo sử dụng loại đạn 6,35×16mmSR.

## Các nước sử dụng
- Armenia
- Azerbaijan
- Belarus
- Bulgaria
- Georgia
- Iran
- Kazakhstan
- Kyrgyzstan
- Latvia
- Moldova
- Mongolia
- Nga
- Syria
- Tajikistan
- Turkmenistan
- Ukraine
- Uzbekistan